# المجمع السكني أسلام أباد (حومة انديمشك)
المجمع السکني أسلام أباد (بالفارسية: شهرک اسلام‌آباد) هي قرية تقع في إيران في منطقة مركزية ريفية. يقدر عدد سكانها بـ 1,365 نسمة .